# Calimaya
Calimaya är en kommun i Mexiko. Den ligger i Tolucadalen i den sydvästra delen av delstaten Mexiko och cirka 85 km sydväst om huvudstaden Mexico City. Den administrativa huvudorten i kommunen Calimaya är Calimaya de Díaz González, med 11 165 invånare år 2010. 
Kommunen hade sammanlagt 47 033 invånare vid folkräkningen 2010. Kommunens area är 101,19 kvadratkilometer. Calimaya tillhör regionen Toluca.
Kommunpresient sedan 2016 är Armando Levi Torres Aranguren från Institutionella revolutionära partiet (PRI).

## Orter
De fem största samhällena i Calimaya var enligt följande vid folkräkningen 2010.
1. Calimaya de Díaz González, 11 165 invånare.
2. Santa María Nativitas, 6 258 invånare.
3. Zaragoza de Guadalupe, 5 393 invånare.
4. San Andrés Ocotlán, 5 388 invånare.
5. San Lorenzo Cuauhtenco, 3 220 invånare.